# Bataille d'Umm Diwaykarat

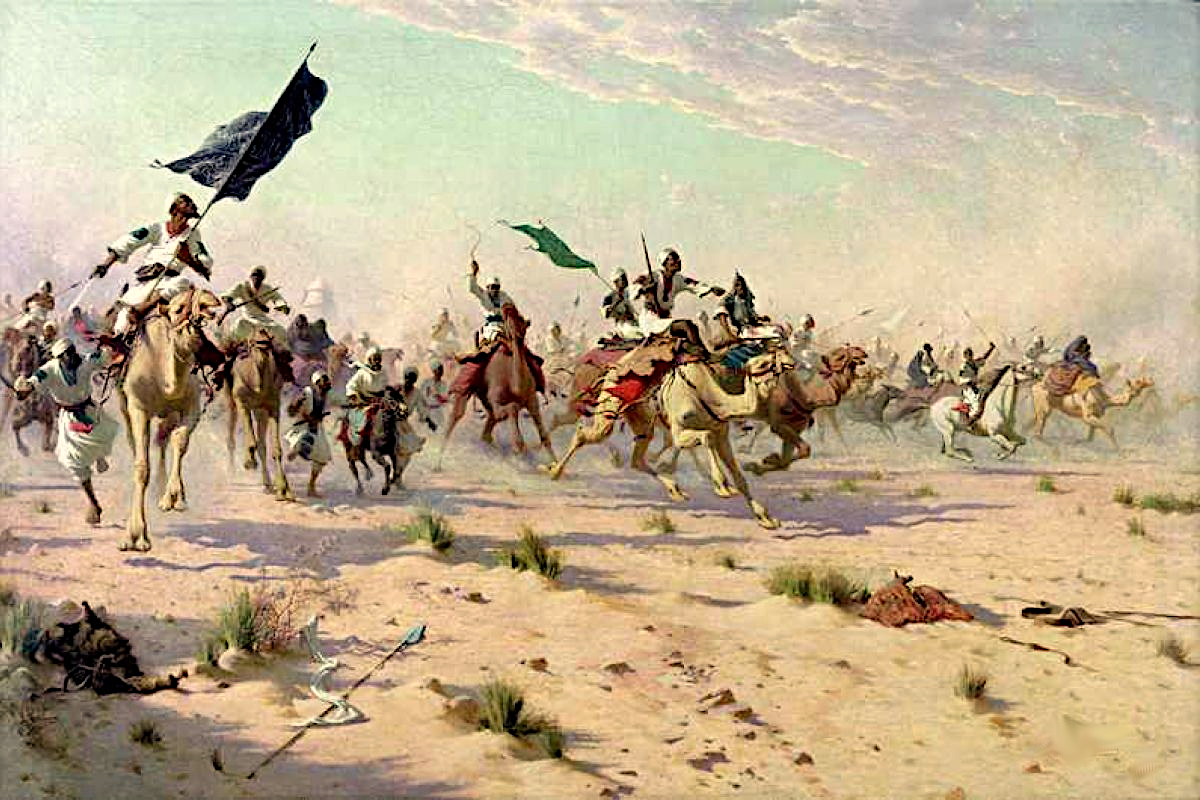
Attaquants mahdistes.

La bataille d'Umm Diwaykarat au Soudan a lieu le 24 novembre 1899 entre les troupes britanniques anglo-égyptiennes et celles du chef mahdiste, Abdallahi ibn Muhammad, successeur auto-proclamé de Muhammad Ahmad.

## Contexte
Le général Kitchener est nommé en 1892 sirdar (en) (c'est-à-dire chef des armées) de l'armée égyptienne. Il doit pacifier le sud avec le Soudan en prise à la guerre des mahdistes, fanatiques islamistes, depuis 1884-1885 qui ont tué Gordon Pacha et persécuté les tribus chrétiennes ou animistes. Ils ne sont vaincus qu'en 1898 à la bataille d'Omdurman. Omdourman et Khartoum sont reconstruites par Kitchener, mais un certain nombre de mahdistes s'enfuient vers le sud, notamment dans le Kordofan, le Darfour, jusqu'à la frontière avec l'Éthiopie.

## La bataille
Kitchener envoie 8 000 soldats sous les ordres du colonel Francis Reginald Wingate, pour anéantir les troupes du calife Abdallahi ibn Muhammad qui semait la terreur dans la région. Celles-ci disposent de dix mille hommes environ. À cinq heures du matin les mahdistes attaquent les soldats anglo-égyptiens, mais ils sont fauchés par les mitrailleuses Maxim. Un millier de leurs hommes sont blessés ou tués. La plupart des autres sont faits prisonniers, y compris le fils du calife. Le calife lui-même est tué. Osman Digna lui succède. Ce dernier est capturé en 1900 et reste emprisonné jusqu'en 1908 en Égypte. Il meurt en 1926.

## Suites
Les contrées pacifiées ne sont pas rendues à l'Égypte, mais forment à partir de 1899 un condominium, le Soudan anglo-égyptien, dont le premier gouverneur-général est Kitchener.